# 柴田幼稚園
柴田幼稚園（しばたようちえん）は、青森県弘前市清原一丁目にある私立幼稚園。設置者は学校法人柴田学園。

## 沿革
- 1954年（昭和29年） - 在府町に創立。創立者・初代園長は柴田やすの二女、今村敏。
- 1979年（昭和54年） - 現在の清原に新築移転。
- 2003年 - 市内桜ケ丘にある桜ヶ丘保育園の分室を設置。

## 周囲
柴田学園総合グラウンド、東北女子大学学生寮「清風寮」のほか、2010年には敷地内に東北女子大学校舎が新築移転。敷地内に柴田学園関係の施設を構える。

## 交通
- 弘南バス

柴田幼稚園前（弘前バスターミナル - 清原・安原 - 小栗山線。神田 - 清原・安原 - 小栗山線）停留所。
- その他、通園・帰宅時には市内に通園バスを運行。